# Рог (животињски)
Рогови су коштане израслине карактеристичне само за сисаре (Mammalia). Рог расте на глави из чеоне кости и на њему израстају рожне творевине. Функција рогова је напад и одбрана од непријатеља. Мужјаци многих папкара користе рогове за међусобну борбу око женки. Рогови могу бити чисто рожне творевине, као код носорога. Такви рогови настају када кожа срасте са покосницом чеоне кости од које настаје рог. Према томе, рог носорога је чисто кожни и испуњен је квржицом од крзна. Ова врста рога расте читавог живота и животиња је не мијења. Међутим, оваква врста рога својствена је само за носороге. Код осталих животиња, рогови су насађени на израштаје чеоних костију.
Према грађи ових рогова, рогати сисари се дијеле на :
- шупљороге - у које спадају говеда (Bovidae) и антилопе (Antilocapridae), и
- пунороге - јелени (Cervidae).

Код јелена су рогови само у младости прекривени кожом, а касније су коштани. Код свих јелена се рогови одбацују више пута у току живота. Постоје неке врсте јелена код којих рогови остају читавог живота, док неки мијењају рогове и до два пута у току једне године. Коштане рогове има и жирафа fam.Giraffidae, али су они цијелог живота прекривени кожом.
Шупљи рогови су прави рогови. Ова врста рога састоји се из коштаног дијела који расте из лобање, а покривен је рожнатом творевином. Они су увијек шупљи и у правилу се не одбацују, али постоје изузеци.
Рогови су се у прошлости јављали и код неких, данас изумрлих, врста гмизаваца. Према томе, рогови су изузетно стара творевина а појављивали су се код неких врста диносауруса. Код неких врста папкара рогови се јављају и код мушких и код женских јединки. Ипак код већине рогатих сисара, рогови красе само мужјаке. Та особина је веома битна јер истиче полни диморфизам, односно разлику између мужјака и женке, а олакшава детерминацију врсте.

## Галерија
- Рог код антилопе
- Рогови америчког бизона
- Рогови код мужјака жирафе
- Коштани рогови код јелена
- Рожнати рог носорога
- Рогови код изумрлог диносауруса
- "Лопатаст“ облик рогова код лоса
- Дуги и шиљати рогови антилопе Орикс